# Huisdwergzesoog
De huisdwergzesoog (Oonops domesticus) is een spinnensoort die behoort tot de familie dwergcelspinnen (Oonopidae). Het is een zeer kleine spin (tot 2 mm lang) die voorkomt van West-Europa tot Rusland. Ze is eerder zeldzaam.
De spin is lichtrood gekleurd, met een rood- tot witachtige buik. Ze wordt enkel aangetroffen in gebouwen, meestal tussen oud papier. Ze jagen 's nachts naar stofluizen. De platte, doorschijnende eicocon bevat slechts 2 eieren.
De soort lijkt veel op de gewone dwergzesoog (Oonops pulcher), maar deze is vooral buitenshuis te vinden.